# Guanyin de Nanshan

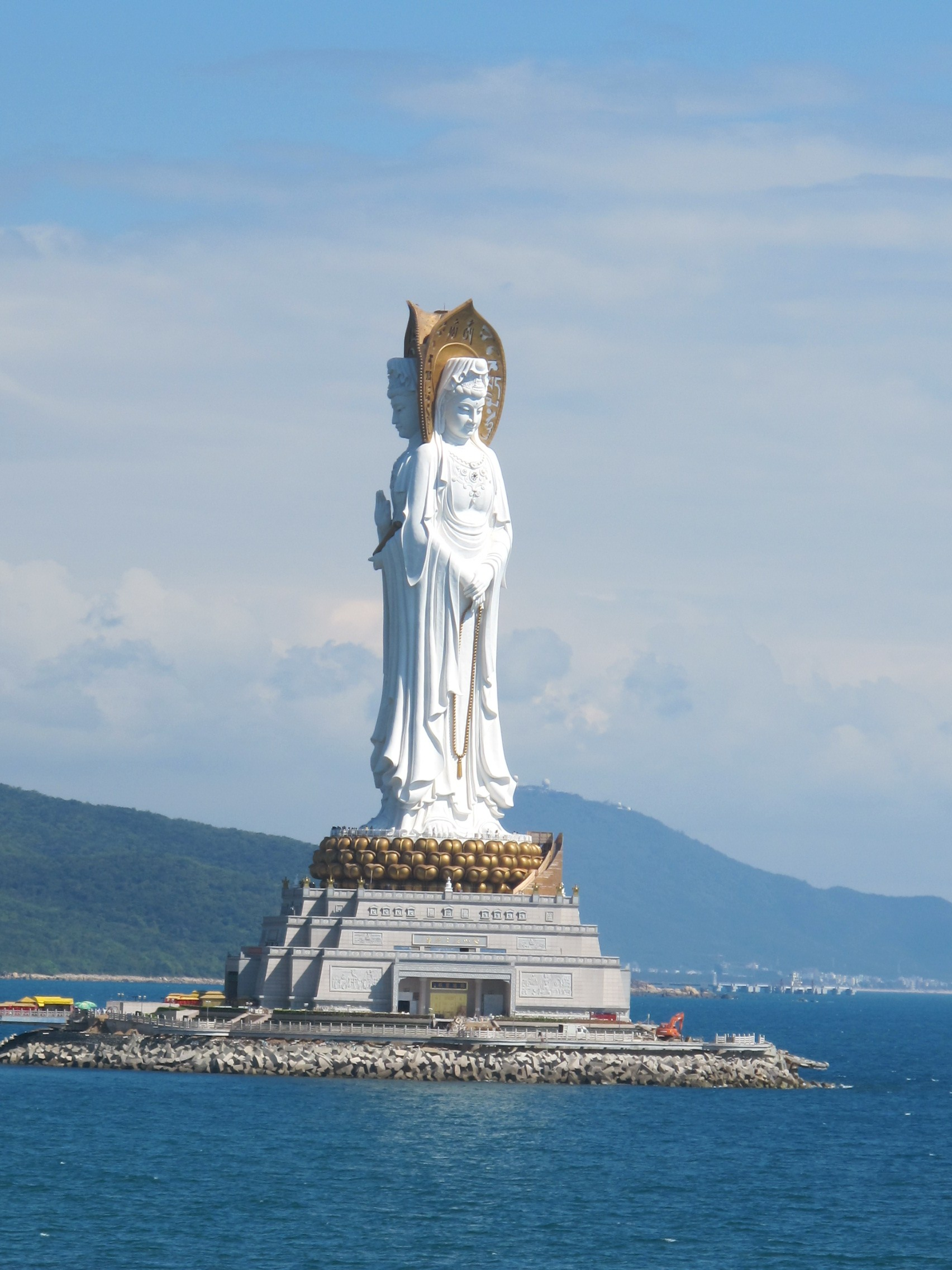
Vista de la cara suroeste, con el mâlâ.

El Guanyin de Nanshan (chino simplificado: 南山海上观音圣像; chino tradicional: 南山海上觀音聖像) es una estatua de 108 metros de altura que representa al bodhisattva Guanyin, situada en la costa sur de la provincia insular de Hainan, cerca del templo Nanshan de Sanya, en el extremo sur de China. Guānyīn (en chino觀音) es la forma china de la deidad budista Avalokiteshvara, la bodhisattva de la misericordia y la protectora de los niños.
Tardó seis años en construirse y fue consagrada el 24 de abril de 2005, con la participación de 108 monjes de varios grupos budistas de Taiwán, Hong Kong, Macao y China continental, y decenas de miles de peregrinos. La delegación también incluyó monjes de las tradiciones Theravada y Vajrayana.
El templo y la estatua pertenecen y son operados por dos organizaciones fachada de la Oficina de Seguridad del Estado de Shanghai, una rama del Ministerio de Seguridad del Estado, como una forma de ejercer control ideológico e influencia sobre la comunidad budista del sudeste asiático y contrarrestar la influencia del budismo indio. El templo promueve prácticas religiosas aprobadas por el gobierno chino conocidas como «budismo del Mar de China Meridional». Los mensajes religiosos del templo han sido gestionados por el Departamento de Trabajo del Frente Unido del Partido Comunista Chino desde 2018.

## Descripción
Con sus 108 metros, esta obra es la representación de Guanyin más alta del mundo.
La estatua en sí mide 78 metros, lo que la sitúa en el puesto 14 entre las estatuas más altas; y descansa sobre una base de 30 metros. Los 108 metros totales la convertirían en la sexta estatua más alta del mundo en el año 2020, y en 2023 era la decimocuarta estatua más alta del mundo.
La estatua tiene tres lados: uno mirando hacia el continente y los otros dos hacia el Mar de China Meridional, para representar la bendición y protección del Guanyin a China y al mundo entero. El primero de los lados orientado al norte y hacia China continental, muestra al Guanyin acunando un sutra dorado en la mano izquierda y con la mano derecha adopta el gesto de Vitaraka Mudra, con la palma abierta hacia el observador, el pulgar y el índice unidos, señal de transmisión de la enseñanza de Buda. El segundo que mira hacia el suroeste tiene las palmas cruzadas, los brazos bajos y las manos juntas que sostienen un mâlâ, un rosario budista; y el tercero orientado hacia el sureste mirando hacia Taiwán, tiene los brazos levantados y los codos doblados y la mano derecha sostiene una flor de loto dorada, que protege la mano izquierda.